# Oceánský pohár národů 2002
Oceánský pohár národů 2002 bylo šesté mistrovství pořádané fotbalovou asociací OFC. Vítězem se stala novozélandská fotbalová reprezentace.

## Kvalifikace
Šestice nejlepších týmů byla přímo nasazena na závěrečný turnaj. Zbylé týmy se zúčastnily kvalifikace o dvě zbylá místa.
| Tým               | B  | Z | V | R | P | VG | IG | +/- |
| ----------------- | -- | - | - | - | - | -- | -- | --- |
| Papua Nová Guinea | 12 | 4 | 4 | 0 | 0 | 20 | 2  | +18 |
| Nová Kaledonie    | 9  | 4 | 3 | 0 | 1 | 25 | 4  | +21 |
| Samoa             | 6  | 4 | 2 | 0 | 2 | 8  | 9  | −1  |
| Tonga             | 3  | 4 | 1 | 0 | 3 | 7  | 18 | −11 |
| Americká Samoa    | 0  | 4 | 0 | 0 | 4 | 2  | 29 | −27 |

- Cookovy ostrovy se vzdaly účasti.

| 9. března 2002 |          |                |                                                     |
| Nová Kaledonie | 10:0     | Americká Samoa | Toleofoa Joseph Blatter Soccer Complex, Apia, Samoa |
|                | (Report) |                | Toleofoa Joseph Blatter Soccer Complex, Apia, Samoa |

| 9. března 2002 |          |       |                                                     |
| Samoa          | 2:0      | Tonga | Toleofoa Joseph Blatter Soccer Complex, Apia, Samoa |
|                | (Report) |       | Toleofoa Joseph Blatter Soccer Complex, Apia, Samoa |

| 12. března 2002 |          |                |                                                     |
| Tonga           | 7:2      | Americká Samoa | Toleofoa Joseph Blatter Soccer Complex, Apia, Samoa |
|                 | (Report) |                | Toleofoa Joseph Blatter Soccer Complex, Apia, Samoa |

| 12. března 2002   |          |                |                                                     |
| Papua Nová Guinea | 4:1      | Nová Kaledonie | Toleofoa Joseph Blatter Soccer Complex, Apia, Samoa |
|                   | (Report) |                | Toleofoa Joseph Blatter Soccer Complex, Apia, Samoa |

| 14. března 2002   |          |       |                                                     |
| Papua Nová Guinea | 5:0      | Tonga | Toleofoa Joseph Blatter Soccer Complex, Apia, Samoa |
|                   | (Report) |       | Toleofoa Joseph Blatter Soccer Complex, Apia, Samoa |

| 14. března 2002 |          |                |                                                     |
| Samoa           | 5:0      | Americká Samoa | Toleofoa Joseph Blatter Soccer Complex, Apia, Samoa |
|                 | (Report) |                | Toleofoa Joseph Blatter Soccer Complex, Apia, Samoa |

| 16. března 2002 |          |       |                                                     |
| Nová Kaledonie  | 9:0      | Tonga | Toleofoa Joseph Blatter Soccer Complex, Apia, Samoa |
|                 | (Report) |       | Toleofoa Joseph Blatter Soccer Complex, Apia, Samoa |

| 16. března 2002 |          |                   |                                                     |
| Samoa           | 1:4      | Papua Nová Guinea | Toleofoa Joseph Blatter Soccer Complex, Apia, Samoa |
|                 | (Report) |                   | Toleofoa Joseph Blatter Soccer Complex, Apia, Samoa |

| 18. března 2002   |          |                |                                                     |
| Papua Nová Guinea | 7:0      | Americká Samoa | Toleofoa Joseph Blatter Soccer Complex, Apia, Samoa |
|                   | (Report) |                | Toleofoa Joseph Blatter Soccer Complex, Apia, Samoa |

| 18. března 2002 |          |                |                                                     |
| Samoa           | 0:5      | Nová Kaledonie | Toleofoa Joseph Blatter Soccer Complex, Apia, Samoa |
|                 | (Report) |                | Toleofoa Joseph Blatter Soccer Complex, Apia, Samoa |

## Závěrečný turnaj

### Základní skupiny

#### Skupina A
| Tým            | B | Z | V | R | P | VG | IG | +/- |
| -------------- | - | - | - | - | - | -- | -- | --- |
| Austrálie      | 9 | 3 | 3 | 0 | 0 | 21 | 0  | +21 |
| Vanuatu        | 6 | 3 | 2 | 0 | 1 | 2  | 2  | 0   |
| Fidži          | 3 | 3 | 1 | 0 | 2 | 2  | 10 | -8  |
| Nová Kaledonie | 0 | 3 | 0 | 0 | 3 | 1  | 14 | -13 |

| 6. července 2002     |          |                |                                                                                    |
| Fidži                | 2:1      | Nová Kaledonie | Ericsson Stadium, Auckland, Nový Zéland diváci: 1 000 rozhodčí: Rugg (New Zealand) |
| Toma 23' Bukaudi 49' | (Report) | Sinedo 79'     | Ericsson Stadium, Auckland, Nový Zéland diváci: 1 000 rozhodčí: Rugg (New Zealand) |

| 6. července 2002         |          |         |                                                                                 |
| Austrálie                | 2:0      | Vanuatu | Ericsson Stadium, Auckland, Nový Zéland diváci: 1 000 rozhodčí: Ariiotima (TAH) |
| Mori 69' Despotovski 85' | (Report) |         | Ericsson Stadium, Auckland, Nový Zéland diváci: 1 000 rozhodčí: Ariiotima (TAH) |

| 8. července 2002 |          |       |                                                                              |
| Vanuatu          | 1:0      | Fidži | Ericsson Stadium, Auckland, Nový Zéland diváci: 800 rozhodčí: Sosongan (PNG) |
| Marango 6'       | (Report) |       | Ericsson Stadium, Auckland, Nový Zéland diváci: 800 rozhodčí: Sosongan (PNG) |

| 8. července 2002 |          |                |                                                                                  |
| Austrálie | 11:0     | Nová Kaledonie | Ericsson Stadium, Auckland, Nový Zéland diváci: 200 rozhodčí: Rugg (New Zealand) |
| Despotovski 2', 56' (pen.), 76', 77' Horvat 15' Chipperfield 22', 35' Mori 34' Costanzo 83' Porter 86' Trimboli 90+' | (Report) |                | Ericsson Stadium, Auckland, Nový Zéland diváci: 200 rozhodčí: Rugg (New Zealand) |

| 10. července 2002 |          |                |                                                                               |
| Vanuatu           | 1:0      | Nová Kaledonie | Ericsson Stadium, Auckland, Nový Zéland diváci: 500 rozhodčí: Ariiotima (TAH) |
| Iwai 76'          | (Report) |                | Ericsson Stadium, Auckland, Nový Zéland diváci: 500 rozhodčí: Ariiotima (TAH) |

| 10. července 2002                                                        |          |       |                                                                                    |
| Austrálie                                                                | 8:0      | Fidži | Ericsson Stadium, Auckland, Nový Zéland diváci: 1 000 rozhodčí: Rugg (New Zealand) |
| Milicic 4' Porter 7', 12', 45', 52' Juric 36' Trimboli 46' De Amicis 89' | (Report) |       | Ericsson Stadium, Auckland, Nový Zéland diváci: 1 000 rozhodčí: Rugg (New Zealand) |

#### Skupina B
| Tým                 | B | Z | V | R | P | VG | IG | +/- |
| ------------------- | - | - | - | - | - | -- | -- | --- |
| Nový Zéland         | 9 | 3 | 3 | 0 | 0 | 19 | 2  | +17 |
| Tahiti              | 6 | 3 | 2 | 0 | 1 | 6  | 7  | -1  |
| Šalomounovy ostrovy | 1 | 3 | 0 | 1 | 2 | 3  | 9  | -6  |
| Papua Nová Guinea   | 1 | 3 | 0 | 1 | 2 | 2  | 12 | -10 |

| 5. července 2002  |          |                     |                                                                                       |
| Papua Nová Guinea | 0:0      | Šalomounovy ostrovy | North Harbour Stadium, Albany, Nový Zéland diváci: 1 000 rozhodčí: Breeze (Australia) |
|                   | (Report) |                     | North Harbour Stadium, Albany, Nový Zéland diváci: 1 000 rozhodčí: Breeze (Australia) |

| 5. července 2002                                 |          |        |                                                                                  |
| Nový Zéland                                      | 4:0      | Tahiti | North Harbour Stadium, Albany, Nový Zéland diváci: 1 000 rozhodčí: Attison (VAN) |
| Nelsen 30' Vicelich 49' Urlovic 80' Campbell 88' | (Report) |        | North Harbour Stadium, Albany, Nový Zéland diváci: 1 000 rozhodčí: Attison (VAN) |

| 7. července 2002                           |          |                      |                                                                                       |
| Tahiti                                     | 3:2      | Šalomounovy ostrovy  | North Harbour Stadium, Albany, Nový Zéland diváci: 1 000 rozhodčí: Breeze (Australia) |
| Booene 42' Tagawa 57' Fatupua-Lecaill 90+' | (Report) | Daudau 8' Menapi 25' | North Harbour Stadium, Albany, Nový Zéland diváci: 1 000 rozhodčí: Breeze (Australia) |

| 7. července 2002                                                                  |          |                   |                                                                                  |
| Nový Zéland                                                                       | 9:1      | Papua Nová Guinea | North Harbour Stadium, Albany, Nový Zéland diváci: 1 000 rozhodčí: Rakaroi (FIJ) |
| Killen 9', 10', 28', 51' Campbell 27', 85' Nelsen 54' Burton 87' De Gregorio 90+' | (Report) | Aisa 35' (pen.)   | North Harbour Stadium, Albany, Nový Zéland diváci: 1 000 rozhodčí: Rakaroi (FIJ) |

| 9. července 2002           |          |                   |                                                                                |
| Tahiti                     | 3:1      | Papua Nová Guinea | North Harbour Stadium, Albany, Nový Zéland diváci: 800 rozhodčí: Rakaroi (FIJ) |
| Garcia 29' Tagawa 49', 64' | (Report) | Davani 43'        | North Harbour Stadium, Albany, Nový Zéland diváci: 800 rozhodčí: Rakaroi (FIJ) |

| 9. července 2002                                           |          |                     |                                                                                  |
| Nový Zéland                                                | 6:1      | Šalomounovy ostrovy | North Harbour Stadium, Albany, Nový Zéland diváci: 1 000 rozhodčí: Attison (VAN) |
| Vicelich 28', 45' Urlovic 42' Campbell 50', 75' Burton 88' | (Report) | Fa'arodo 73'        | North Harbour Stadium, Albany, Nový Zéland diváci: 1 000 rozhodčí: Attison (VAN) |

### Play off

#### Semifinále
| 12. července 2002   |              |              |                                                                                  |
| Austrálie           | 2:1 (prodl.) | Tahiti       | Ericsson Stadium, Auckland, Nový Zéland diváci: 400 rozhodčí: Rugg (New Zealand) |
| Porter 88' Mori 96' | (Report)     | Zaveroni 38' | Ericsson Stadium, Auckland, Nový Zéland diváci: 400 rozhodčí: Rugg (New Zealand) |

| 12. července 2002          |          |         |                                                                                    |
| Nový Zéland                | 3:0      | Vanuatu | Ericsson Stadium, Auckland, Nový Zéland diváci: 1 000 rozhodčí: Breeze (Australia) |
| Burton 13', 65' Killen 23' | (Report) |         | Ericsson Stadium, Auckland, Nový Zéland diváci: 1 000 rozhodčí: Breeze (Australia) |

#### O 3. místo
| 14. července 2002 |          |         |                                                                               |
| Tahiti            | 1:0      | Vanuatu | Ericsson Stadium, Auckland, Nový Zéland diváci: 1 000 rozhodčí: Rakaroi (FIJ) |
| Auraa 65'         | (Report) |         | Ericsson Stadium, Auckland, Nový Zéland diváci: 1 000 rozhodčí: Rakaroi (FIJ) |

#### Finále
| 14. července 2002 |          |           |                                                                                 |
| Nový Zéland       | 1:0      | Austrálie | Ericsson Stadium, Auckland, Nový Zéland diváci: 4 000 rozhodčí: Ariiotima (TAH) |
| Nelsen 78'        | (Report) |           | Ericsson Stadium, Auckland, Nový Zéland diváci: 4 000 rozhodčí: Ariiotima (TAH) |